# Cacheur
Ein Cacheur (französisch cacher für „kaschieren“, „verstecken“) ist ein modisches Accessoire für Frauen, das auch als Hüftschal bezeichnet wird. Es handelt sich um eine breitere Schärpe mit Bindegürtel, die über Kleid, Rock oder Hose um die Hüfte getragen wird. Dadurch können gewisse Figurprobleme kaschiert werden. Teilweise wird das Tuch auch als optischer Blickfang über einem Minirock oder einer Jeanshose getragen. Es gibt Cacheurs in unterschiedlichen Längen und Ausführungen.